# Église Sainte-Quitterie de Tarascon-sur-Ariège
L'église Sainte-Quitterie de Tarascon-sur-Ariège est l'une des deux églises de Tarascon-sur-Ariège, dans le département de l'Ariège. Elle se situe Place Sainte-Quitterie, dans le centre-ville de Tarascon-sur-Ariège.

## Description

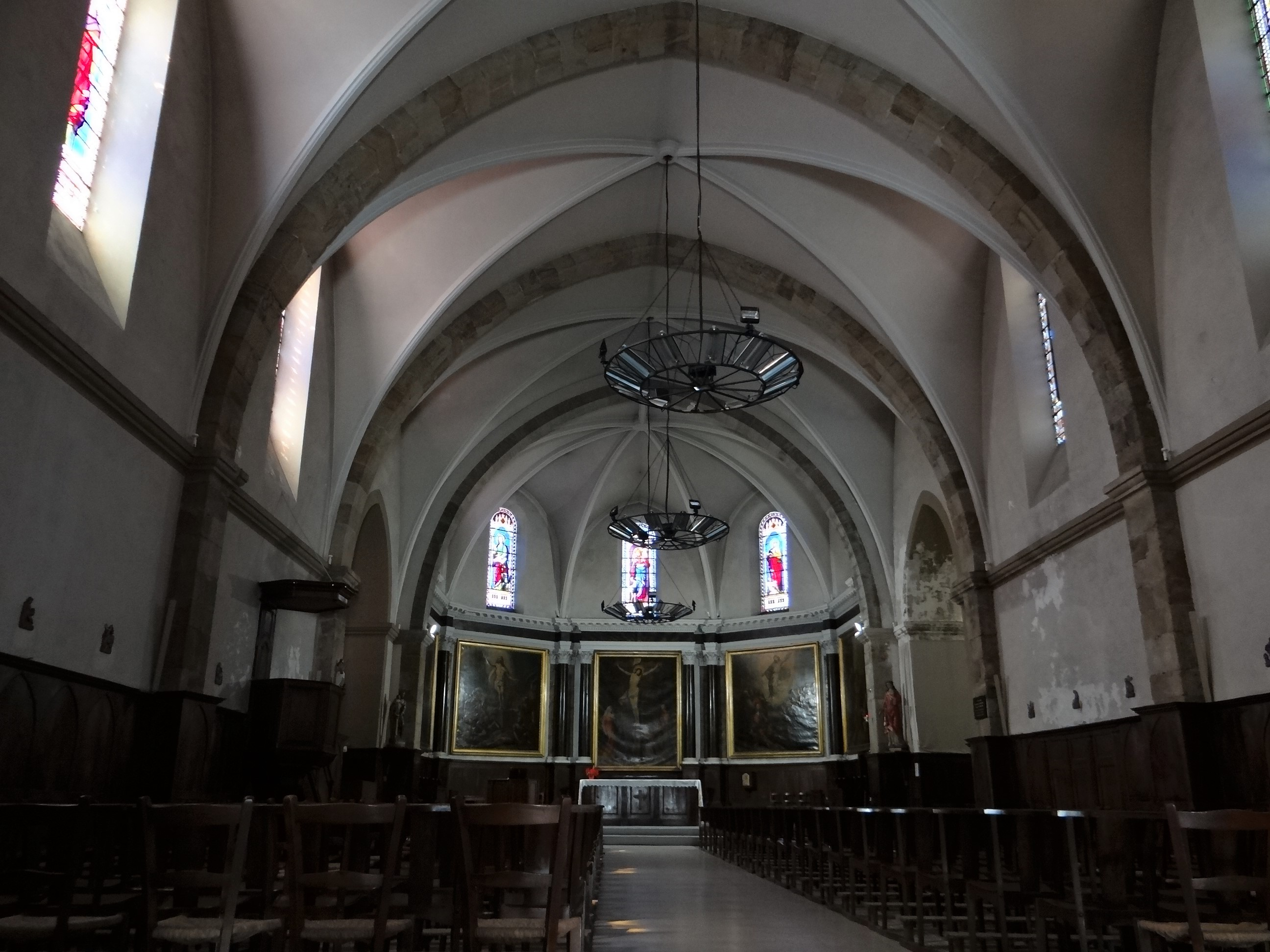
Nef de l'église.

L'église est à nef unique voûtée en ogive et arcs-doubleau en pierres de Vernajoul. Elle comporte deux chapelles latérales formant faux transept.

## Historique
Une première église Sainte-Quitterie a été construite en 1220 dans le faubourg de Tarascon-sur-Ariège, à la confluence de la rivière du Vicdessos avec l'Ariège. La bulle du pape Honorius III de 1224 indique que l'église Sainte-Quitterie dépend de l'abbatiale Saint-Volusien. Cette église est détruite par une inondation en 1622, l'église Sainte-Quitterie a été reconstruite en 1623. Cette église a été une annexe de la chapelle Notre-Dame de Sabart. 
Les cures de Sabart et de Sainte-Quitterie étaient alors liées au XVIIe siècle. Le 1er février 1689, les deux cures sont séparées.
Une inondation survenue en septembre 1722 a détruit complètement l'église Sainte-Quitterie. L'église est déplacée en un lieu moins sensible aux inondations et reconstruite à partir de 1793. La reconstruction est terminée en 1820.

## Vitraux
Les vitraux de l'église ont été réalisés par Gustave Pierre Dagrant, peintre verrier à Bordeaux.